# 2 cm FlaK 30/38/Flakvierling
El 2 cm FlaK 30 (Flugzeugabwehrkanone 30) y el mejorado 2 cm FlaK 38 fueron cañones automáticos empleados por las Fuerzas Armadas alemanas durante la Segunda Guerra Mundial. No solamente fue el principal cañón antiaéreo ligero alemán, sino también la pieza de artillería con mayor producción durante la guerra. Fue producido en varios modelos, especialmente el Flakvierling 38, que era una batería de cuatro 2 cm FlaK 38.   

## Desarrollo
Los alemanes pusieron en servicio al primigenio cañón automático 2 cm FlaK 28 (sin relación alguna) poco después de la Primera Guerra Mundial, pero el Tratado de Versalles prohibía estas armas y fueron vendidos a Suiza.
El diseño del 2 cm FlaK 30 se hizo a partir del Solothurn ST-5 como un proyecto para la Kriegsmarine, que dio origen al 20 mm C/30. Este cañón disparaba el cartucho 20 x 138 B o "Solothurn Largo", que  había sido desarrollado para el ST-5 y era uno de los más potentes cartuchos de 20 mm.
El C/30 tenía una caña con una longitud de 65 calibres y una cadencia de 120 disparos/minuto. Demostró tener problemas de alimentación y se encasquillaba con frecuencia, lo cual fue parcialmente remediado por su cargador de 20 cartuchos que hacía necesario recargarlo con frecuencia. Sin embargo, el C/30 pasó a ser el principal cañón antiaéreo ligero embarcado y equipó a una gran variedad de buques de guerra alemanes. La variante MG C/30L también fue empleada experimentalmente como armamento de aviones, en especial a bordo del Heinkel He 112, donde su gran potencia le permitía perforar el blindaje de los automóviles blindados y los tanques ligeros de la época durante la guerra civil española.
Entonces la Rheinmetall empezó a adaptar el C/30 para su empleo por el Ejército, produciendo el 2 cm FlaK 30. Era muy parecido al C/30, pero las principales diferencias radicaban en su afuste, que era bastante compacto.
Su emplazamiento se hacía soltando el cañón de su remolque con dos ruedas, el Sonderanhänger 51 (Remolque 51) y nivelándolo mediante manivelas. Este iba sobre una base triangular que le permitía disparar en todas direcciones.
Pero el principal problema del cañón seguía sin solución. La cadencia de 120 disparos/minuto no era particularmente rápica para un arma de este calibre. La Rheinmetall respondió con el 2 cm FlaK 38, que era similar pero tenía una cadencia de 220 disparos/minuto y un peso de 420 kg. El 2 cm FlaK 38 entró en servicio con el Ejército en 1939 y la Kriegsmarine lo designó como C/38.
A fin de proveer a las tropas aerotransportadas y de montaña con artillería antiaérea, la Mauser fue contratada para producir una versión ligera del 2 cm FlaK 38, que ellos presentaron como el 2 cm Gebirgsflak 38 (2 cm GebFlak 38). Tenía un afuste sumamente simplicado, que usaba un trípode para elevar el cañón sobre el suelo, con el beneficio adicional de permitir el emplazamiento del cañón sobre una superficie irregular. Estos cambios redujeron el peso del cañón a 276 kg. Su producción empezó en 1941 y entró en servicio en 1942.

## Munición
Se produjo una amplia gama de cartuchos 20 x 138 B para estos cañones automáticos, mostrándose los tipos más utilizados en la siguiente tabla. Otros tipos incluían los cartuchos de práctica (marcados Übung o Üb.) y varios tipos de cartuchos antiblindaje, así como un proyectil de alta velocidad PzGr 40 con núcleo de carburo de wolframio dentro de un cuerpo de aluminio.

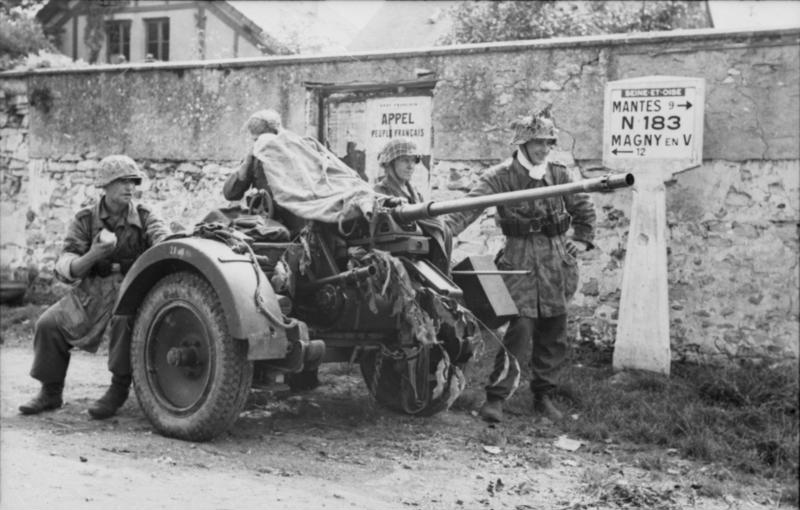
Un 2 cm FlaK 30 sobre su remolque, Seine-et-Oise, Francia, agosto de 1944.

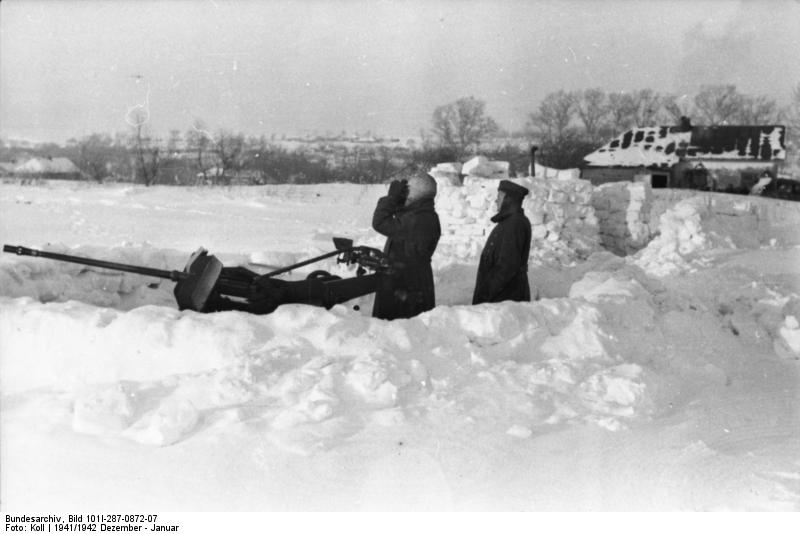
Un 2 cm FlaK 30 en el Frente del Este.

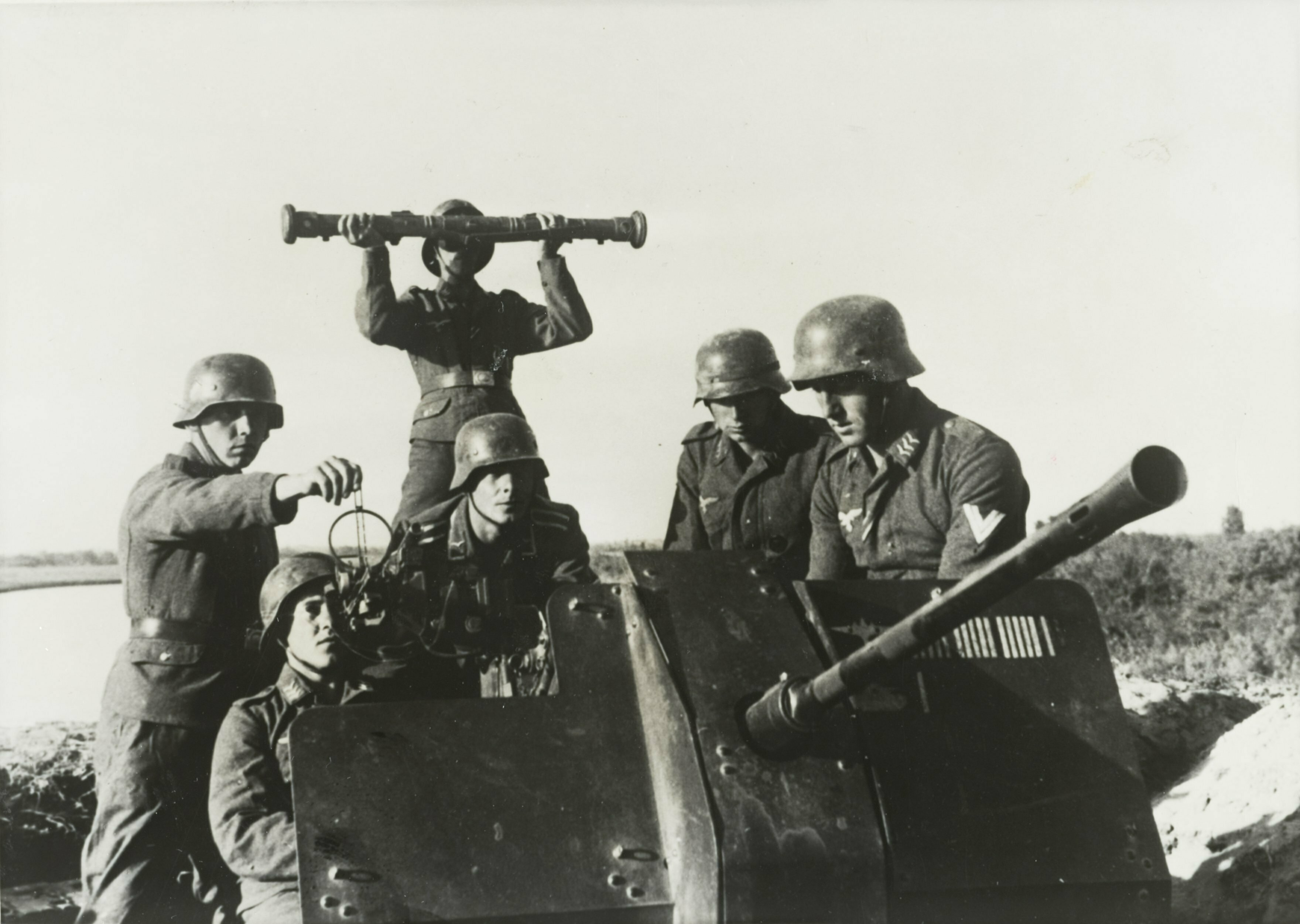
Un 2 cm FlaK 38 en 1942.

| Designación alemana                                                     | Abreviación estadounidense | Peso del proyectil [g] | Carga explosiva                                               | Velocidad de boca [m/s] | Descripción |
| ----------------------------------------------------------------------- | -------------------------- | ---------------------- | ------------------------------------------------------------- | ----------------------- | --- |
| Sprenggranatpatrone L'spur mit Zerleger                                 | HEF-T                      | 115                    | 6,2-6,4 g HE (PETN + cera)                                    | 888 m/s                 | Proyectil trazador con espoleta en la punta, se autodestruye después de 5,5-6,5 segundos (alcance de 2.000 m) debido a la combustión completa de la mezcla trazadora. |
| Sprenggranatpatrone L'spur W mit Zerleger                               | HEF-T                      | 120                    | 6,2-6,4 g HE (PETN + cera)                                    | ?                       | Proyectil de fragmentación trazador con base troncocónica y espoleta en la punta con transferencia de calor. Se autodestruye después de 5,5-6,5 segundos (alcance de 2.000 m) debido a la combustión completa de la mezcla trazadora.                                                       |
| Sprenggranatpatrone 39 Erd                                              | HEF                        | 132                    | 11 g HE (PETN + cera)                                         | 995 m/s                 | Proyectil de fragmentación, sin mezcla trazadora. Empleado exclusivamente contra blancos terrestres. |
| Brandsprenggranatpatrone L'spur (Flak) mit Zerleger                     | HEI-T                      | 120-122                | 2,4 g HE (PETN) + 4,1 g (aluminio)                            | 900 m/s                 | Proyectil trazador con espoleta en la punta, se autodestruye después de 5,5-6,5 segundos (alcance de 2.000 m) debido a la combustión completa de la mezcla trazadora. |
| Brandsprenggranatpatrone ohne L'spur (Flak) mit Zerleger                | HEI                        | 117-120                | 22 g total 20 g HE Hexogen 5 (RDX) + (zinc) en polvo + cera   | 900 m/s                 | Proyectil incendiario de alto poder explosivo con base troncocónica, sin mezcla trazadora, se autodestruye después de 5,5-8 segundos (alcance de 2.000-2.800 m). La falta de mezcla trazadora y la alta densidad de la mezcla incendiaria le permiten transportar cargas pesadas.           |
| Bransprenggranatpatrone L'spur W mit Zerleger                           | HEFI-T                     | 119-120                | 6,6 - 6,8 g HE (PETN) + (aluminio) + cera                     | 900 m/s                 | Proyectil incendiario trazador de alto poder explosivo con base troncocónica, espoleta en la punta y transferencia de calor. Se autodestruye después de recorrer 2.000 m debido a la combustión completa de la mezcla trazadora.                                                            |
| Brandsprenggranatpatrone vk. L'spur mit Zerleger                        | HEI-T                      | 116                    | 19 g HE Hexogen 5 (RDX) + (aluminio) o (zinc) en polvo + cera | ?                       | Proyectil incendiario trazador de alto poder explosivo con base troncocónica y espoleta en la punta. Se autodestruye después de 6 segundos (alcance de 2.200-2.400 m) debido a la combustión completa de la mezcla trazadora.                                                               |
| Brandsprenggranatpatrone vk. L'spur W mit Zerleger                      | HEI-T                      | 116                    | 19 g HE Hexogen 5 (RDX) + (aluminio) o (zinc) en polvo + cera | ?                       | Proyectil incendiario trazador de alto poder explosivo con base troncocónica, espoleta en la punta y transferenia de calor. Se autodestruye después de 5,5 segundos (alcance de 2.000 m) debido a la combustión completa de la mezcla trazadora.                                            |
| Brandsprenggranatpatrone mit Zerleger?                                  | HEI                        | 100                    | ? g HE ? + ? g mezcla incendiaria (WP)                        | 1.050 m/s               | Proyectil incendiario de alto poder explosivo con espoleta en la punta, sin mezcla trazadora, ¿con autodestrucción? |
| Brandsprenggranatpatrone L'spur mit Zerleger?                           | HEI-T                      | 100                    | ? g HE ? + ? g mezcla incendiaria (WP)                        | 1.050 m/s               | Proyectil incendiario trazador de alto poder explosivo con espoleta en la punta, ¿con autodestrucción? después de ¿? segundos (alcance de ¿? m) debido a la combustión completa de la mezcla trazadora.                                                                                     |
| Minengeschosspatrone X L'spur mit Zerleger                              | HEI-T (M)                  | 109                    | 24,5 - 25 g HE HA 41 (RDX + (aluminio) en polvo + cera)       | 950 m/s                 | Obús mina incendiario trazador con base troncocónica y espoleta en la punta, con autodestrucción. |
| Panzergranatpatrone L'spur mit Zerleger                                 | AP-T                       | 146-148                | 2,4 g (PETN) + ? g (WP)                                       | 830 m/s                 | Proyectil antiblindaje trazador con espoleta en la base, se autodestruye después de 4,5 segundos (alcance de 1.800 m) debido a la combustión completa de la mezcla trazadora. |
| Panzergranatpatrone L'spur mit Zerleger                                 | AP-T                       | 159                    | 2,5 g (PETN) + ? g (WP)                                       | ?                       | Proyectil antiblindaje trazador con base troncocónica y espoleta en la base, se autodestruye después de 2 segundos (alcance de 1.000 m) debido a la combustión completa de la mezcla trazadora.                                                                                             |
| Panzergranatpatrone 39                                                  | AP                         | 148                    | sin carga explosiva                                           | 780 m/s                 | Sin espoleta, mezcla trazadora o mecanismo de autodestrucción. |
| Panzergranatpatrone 40 L'spur                                           | APIHC-T APICR-T HVAPI-T    | 100-101                | Proyectil de metal ligero, núcleo de acero especial           | 1.050 m/s               | Proyectil antiblindaje trazador con núcleo de carburo de wolframio, sin espoleta ni mecanismo de autodestrucción. La mezcla trazadora se apaga después de 0,9-1,5 segundo (alcance de 600 m). Perfora el blindaje con efecto incendiario debido a la fundición de la punta de metal ligero. |
| Panzerbrandgranatpatrone (Phosphor) L'spur ohne Zerleger                | API-T                      | 148                    | 3,0 g mezcla incendiaria (WP)                                 | 780 m/s                 | Proyectil antiblindaje incendiario trazador, sin espoleta ni mecanismo de autodestrucción. La mezcla trazadora se apaga después de 1,8 segundo (alcance de 1000 m). |
| Panzergranatpatrone L'spur ohne Zerleger                                | AP-T                       | 143                    | sin carga explosiva                                           | 800 m/s                 | Proyectil antiblindaje trazador, sin espoleta ni mecanismo de autodestrucción. La mezcla trazadora se apaga después de 1,8 segundo (alcance de 1.000 m). |
| Panzersprenggranatpatrone L'spur ohne Zerleger                          | APHE-T                     | 121                    | 3,6 g HE (PETN)                                               | 900 m/s                 | Proyectil antiblindaje trazador de alto poder explosivo, con espoleta en la base y sin mecanismo de autodestrucción. |
| Panzersprenggranatpatrone L'spur mit Zerleger (Kriegsmarine)(Luftwaffe) | APHE-T                     | 121                    | 3,6 g HE (PETN)                                               | 900 m/s                 | Proyectil antiblindaje trazador de alto poder explosivo con espoleta en la base, se autodestruye después de 2 segundos (alcance de 1.000 m) o de 4,3-4,6 segundos (alcance de 1.800 m) debido a la combustión completa de la mezcla trazadora.                                              |

## 2 cm Flakvierling 38
Incluso con la entrada en servicio del 2 cm FlaK 30, la Luftwaffe y el Ejército tenían dudas sobre su eficacia, dado el constante incremento de la velocidad de los cazabombarderos y aviones de ataque a tierra. En particular el Ejército creía que la solución adecuada era la introducción en servicio de los cañones automáticos de 37 mm que había estado desarrollando desde la década de 1920, que tenían la misma cadencia que el 2 cm FlaK 38, pero disparaban un proyectil ocho veces más pesado. Esto no solamente hacía que fuesen más letales al impactar, pero su alta potencia y coeficiente balístico les permitía recorrer mayores distancias, permitiéndole al cañón atacar blancos a mayor alcance. Esto significaba que podía mantener a los aviones enemigos bajo fuego por más tiempo.
Los cañones automáticos de 20 mm siempre tuvieron escasas perspectivas de desarrollo, siendo frecuentemente reconfigurados o rediseñados lo suficiente como para poder ser empleados. Por lo que fue una sorpresa cuando la Rheinmetall introdujo el 2 cm Flakvierling 38, que mejoraba lo suficiente el cañón para hacerlo de nuevo competitivo. La palabra vierling se traduce literalmente a "cuatrillizo" y hace referencia a los cuatro cañones automáticos de 20 mm que constituyen el diseño.
El Flakvierling era una batería de cuatro 2 cm FlaK 38 con asientos plegables, asas plegables y soportes de cargadores. El afuste tenía una base triangular con un gato en cada pata para nivelar la batería. El artillero rotaba y elevaba la batería manualmente, con dos volantes. Cuando era elevada, la batería tenía una altura de 3,07 m.
Cada uno de sus cuatro cañones tenía un cargador de 20 cartucho. Esto significaba que la cadencia máxima combinada de 1.400 disparos/minuto prácticamente se reducía a 800 disparos/minuto en combate, cuando un cargador vacío debía ser reemplazado cada seis segundos en cada cañón. Esta es la cadencia práctica; la cadencia sostenida es significativamente menor debido al sobrecalentamiento y desgaste del canón. Los cañones automáticos usualmente estaban limitados a 100 disparos/minuto en cada uno de ellos, a fin de darles tiempo para que se enfríen, aunque esta cadencia podía excederse por cortos periodos si la ventana de oportunidad de disparo es breve.
La batería era disparada mediante dos pedales, cada uno de ellos disparaba dos cañones diametralmente opuestos tanto en modo semiautomático como en modo automático. Su alcance vertical efectivo era de 2.200 m. También fue empleada con igual eficacia contra blancos terrestres, así como contra aviones que volaban a baja altitud.

### Versitalidad de montaje

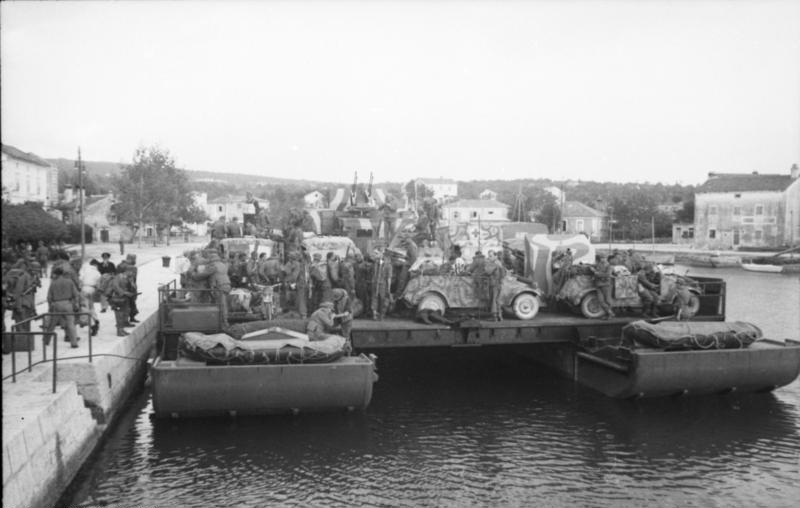
La timonera de este transbordador Siebel tiene montada una batería cuádruple Flakvierling para su defensa antiaérea en Yugoslavia, 1943.

Cuando el Flakvierling no estaba montado sobre algún vehículo, era normalmente transportado sobre el remolque Sd. Ah. 52, que podía ser remolcado por una variedad de semiorugas o camiones, tales como el Opel Blitz y el Sd.Kfz. 251 blindado, así como por los tractores de artillería semiorugas Sd.Kfz. 7/1 y Sd.Kfz. 11. Su versatilidad para instalarse a bordo de vehículos hizo que fuese montado sobre cascos de tanque para crear cañones antiaéreos autopropulsasdos completamente blindados, tales como el Wirbelwind y el Möbelwagen, ambos basados en el Panzer IV. En servicio con la Kriegsmarine, fue instalado a bordo de submarinos, transbordadores Siebel y buques de guerra para ofrecer defensa antiaérea de corto alcance, además de instalarse en puertos, bases navales y otros objetivos navales estratégicos. El Flakvierling también era usualmente instalado a bordo de trenes blindados, incluso en el Führersonderzug de Hitler, donde dos iban montados en cada extremo de un vagón plataforma y eran cubiertos para hacerlo parecer un vagón de carga, a veces con dos de estos vagones acoplados cerca de los extremos del tren personal de Hitler para defensa antiaérea.

## Usuarios
- Alemania nazi
- Dinamarca: 69 estuvieron en servicio con la Real Armada danesa desde 1945 hasta 1955, con la designación 20 mm Mk M/39 LvSa, instalados a bordo de los dragaminas Clase Søløve y de las lanchas torpederas Clase Glenten.
- Finlandia: Compró 50 2 cm FlaK 30 (designados 20 Itk/30 BSW) en 1939. Durante la Guerra de Continuación compró 113 2 cm FlaK 38 (designados 20 ItK/38 BSW).
- Grecia : Tuvo 108 en servicio.
- Lituania: Compró 150 2 cm FlaK 30 (designados 20 mm lėktuvinis automatinis pabūklas, LAP) en 1939.
- Países Bajos: Compró 30 2 cm FlaK 30 en 1938 y los envió al Ejército de las Indias Orientales Holandesas.
- Rumania: Ordenó 300 en setiembre de 1940, empezando a ser suministrados en mayo de 1941. Eran conocidos como cañones Gustloff (por el nombre de uno de sus fabricantes).[7]
- Suecia: Compró 56 2 cm FlaK 30 en 1939, que fueron designados 20 mm lvakan m/39 en servicio sueco.